# Буассье, Гастон
Мари Луи Гастон Буассье́ (Буасье, фр. Marie Louis Antoine Gaston Boissier; 15.08.1823, Ним, Франция — 11.06.1908, Вирофле под Парижем) — французский историк Древнего Рима, специалист по его культуре и истории раннего христианства.
Автор фундаментальных работ по истории древнеримского общества, языческой религии и христианству.
Член Французской академии (1876), с 1895 года её постоянный секретарь. Член французской Академии надписей и изящной словесности (1886), член-корреспондент Петербургской АН (1894).
Окончил Высшую нормальную школу (1846) с агреже по словесности. Доктор словесности (1857).
Начинал профессором в Ангулеме, а в 1861—1906 годах профессор латинской поэзии Коллеж де Франс. В 1865—1899 годах также профессор Высшей нормальной школы (ENS), преподавал римскую словесность.
Автор более 430 опубликованных произведений, в том числе более 10 монографий.
Сочинения его обнаруживают многосторонние познания и изложены простым, ясным и изящным языком. Он написал: «Étude sur Terentius Varron» (Париж, 1859, отмечено премией); «Цицерон и его друзья» («Cicéron et ses amis», 7 изд., 1884; русск. пер. M., 1880); «Римская религия от Августа до Антонинов» («La religion romaine d’Auguste aux Antonius», 1874, 2 т., русск. пер. M., 1878); «L’opposition sous les Césars» (1875, 2 изд., 1885); «Rome et Pompée» (2 изд., 1881); «Horace et Virgile» (1886); «M-me de Sevigny» (1887), «La fin du paganisme» (2 т., 1891) и множество мелких статей в «Revue des Deux Mondes» и «Revue de l’instruction publique».
Буассье с замечательной яркостью и художественностью рисует в своих произведениях картины римской жизни. Все классы римских граждан от императора, аристократов, писателей, художников, до обыкновенных городских обывателей и рабов проходят перед глазами читателя как живые, со своими привычками, страстями и языком.
Как отмечает В. И. Кузищин в СИЭ: «Буассье первопричиной исторических событий считал судьбу, провидение, предначертания которых, говорил он, познать нельзя, так как „намерения Божьи относительно мира нам неизвестны…“»; там же Кузищин характеризует его как «выразителя интересов средней буржуазии, который искал аналогий капитализму в римском обществе, идеализируя его средние слои». Отмечается, что во время событий во Франции второй половины XIX в. становления Третьей республики, Буассье стал страстным защитником христианства.